# Argentina Altobelli
Argentina Altobelli (Imola, 2 de juliol del 1866 - Roma, 26 de setembre del 1942) fou una activista política i sindicalista italiana, membre del moviment socialista reformador.

## Biografia
Altobelli es posà en contacte amb l'activisme al 1884, en assistir a una conferència sobre l'emancipació de les dones a Bolonya. El 1889 es casà amb Abdon Altobelli, un mestre de primària, militant socialista. L'espòs s'encarregà de la cura dels fills, perquè Argentina es dedicàs per complet a l'activitat política.
Més tard va conéixer el polític Andrea Costa, que fou el seu mentor en la lluita pels drets civils. El 1906 entrà en la Confederació General del Treball, i assumí també un paper de direcció en el Partit Socialista Italià. Va col·laborar en la fundació de la Federació Nacional de Treballadors de la Terra, de Bolonya, amb l'objectiu de regular tot el moviment dels treballadors rurals. A partir de llavors centrà els seus esforços a lluitar pels drets de les dones i dels llauradors.
El 1922, la pressió del feixisme l'obligà a abandonar Bolonya. Després de l'assassinat de Giacomo Matteotti, el president Benito Mussolini volgué reconciliar-se amb els reformistes i socialistes, i convocà a Altobelli al Palau Chigi. Li va oferir el càrrec de sotssecretària d'Agricultura, la qual cosa ella va rebutjar contundentment, i és per això que va haver d'apartar-se de l'àmbit polític.
Passà els seus darrers anys tot fent faenes senzilles com ara ramells de flors. Va morir a Roma el 1942.